# Francisco Rodrigues Lobo
Francisco Rodrigues Lobo (ur. ok. 1580, zm. 1622) – portugalski pisarz barokowy, autor romancy, poematów, sonetów utworów prozatorskich. Skompilował zbiór listów sławnych osób, przetłumaczonych z różnych języków europejskich.
Absolwent prawa na Uniwersytecie w Coimbrze. Mieszkał pod Leirią. Zginął w 1622 roku podczas podróży rzecznej do Lizbony.

## Wybrana twórczość
- Pierwsza i druga część romanc (Primera e segunda parte dos romances, 1596) – zbiór romanc;
- Wiosna (Primavera, 1601) – nowela pastoralna;
- Eklogi (Éclogas, 1605) – eklogi;
- Pasterz pielgrzymem (Pastor peregrino, 1608) – nowela pastoralna;
- Konetabl Portugalii, Dom Nuno Álvares Pereira (O Condestabre de Portugal, Dom Nuno Álvares Pereira, 1610) – poemat epicki;
- Listy wielkich tego świata, zebrane w różnych archiwach, tłumaczone z różnych języków (Cartas dos grandes do mundo colhidas de vários arquivos, traduzidas de diferentes lĭnguas, 1612) – zbiór listów;
- Rozczarowany (Desengranado, 1614) – nowela pastoralna;
- Dwór na wsi i zimowe noce (Corte na aldeia e noites de inverno, 1619) – dialogi dydaktyczne.